# Beyenbachs Metallwarenfabrik
Beyenbachs Metallwarenfabrik in Wiesbaden war eine von 1888 bis 1912 bestehende Fabrik zur Herstellung von Metallwaren, der eine Anstalt für Gravuren und Prägungen etwa von Medaillen angeschlossen war. Dem Unternehmen war zudem ein vor allem für den Export produzierender Kunstverlag für Ölfarbendrucke sowie Foto- und Chromolithographien angeschlossen, der auch Lichtdrucke und Bilderrahmen im Portfolio hatte.

## Geschichte

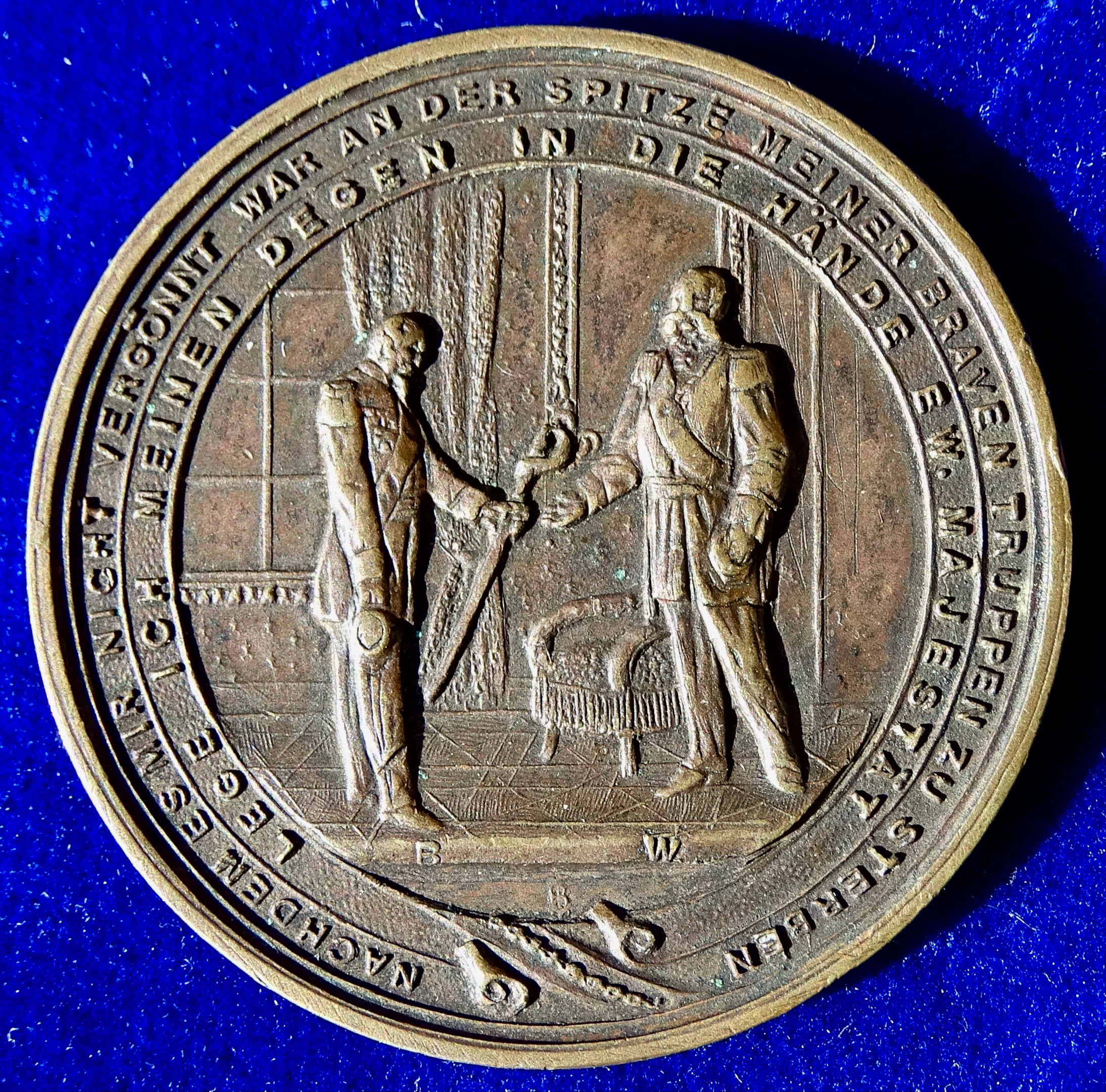
Elsass-Lothringen Sedantag Medaille o. J. von Beyenbach zum Sieg von 1870, Vorderseite

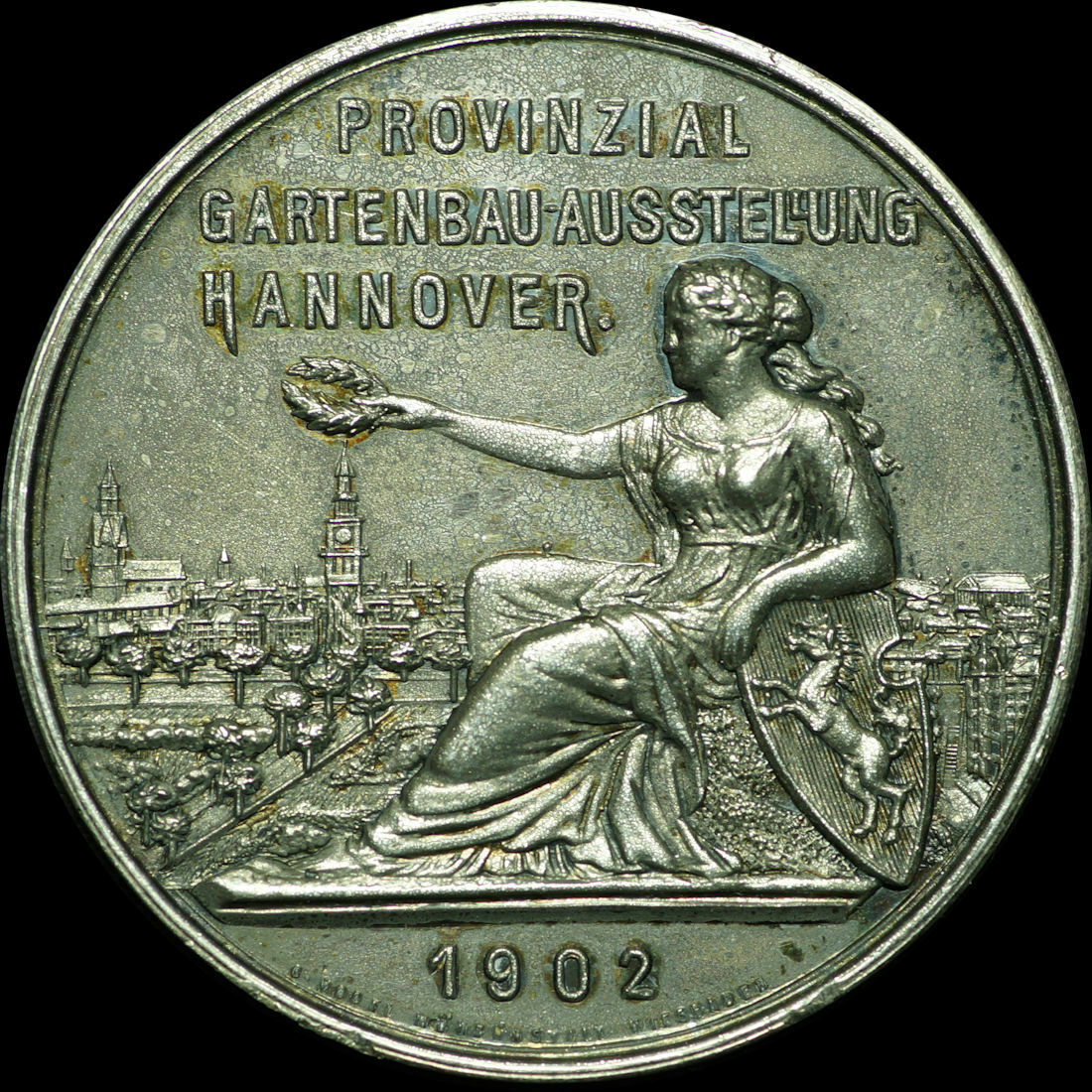
Verdienst-Medaille „für besondere Leistungen“ während der (preußischen) Provinzial Gartenbau-Ausstellung 1902 in Hannover;
950er-Silber, mit Hinweis auf den Medailleur Carl Vogel und die „Münzanstalt Wiesbaden“

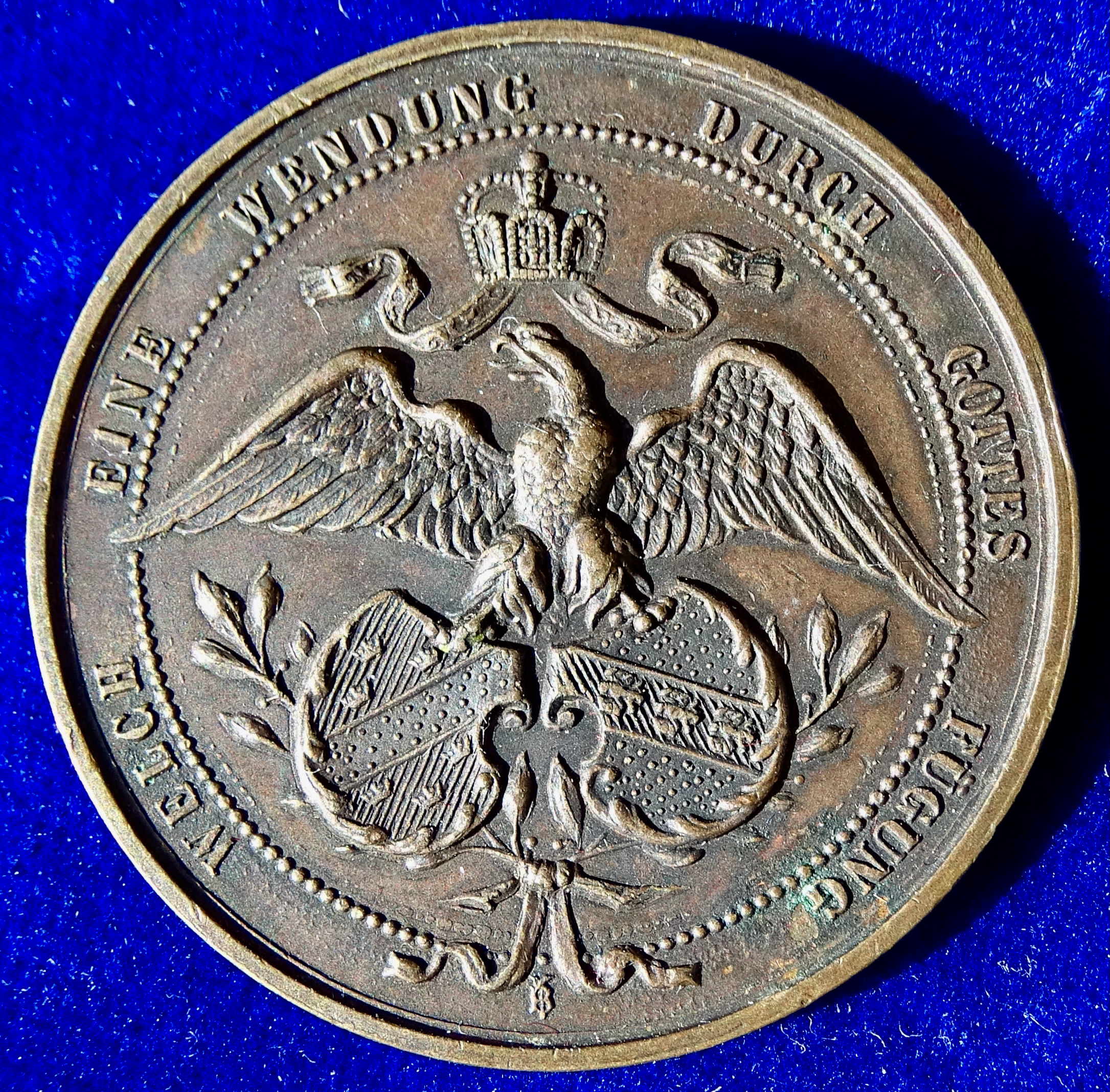
Auf der Rückseite dieser Medaille hält der Reichsadler die Wappen vom Elsass und von Lothringen

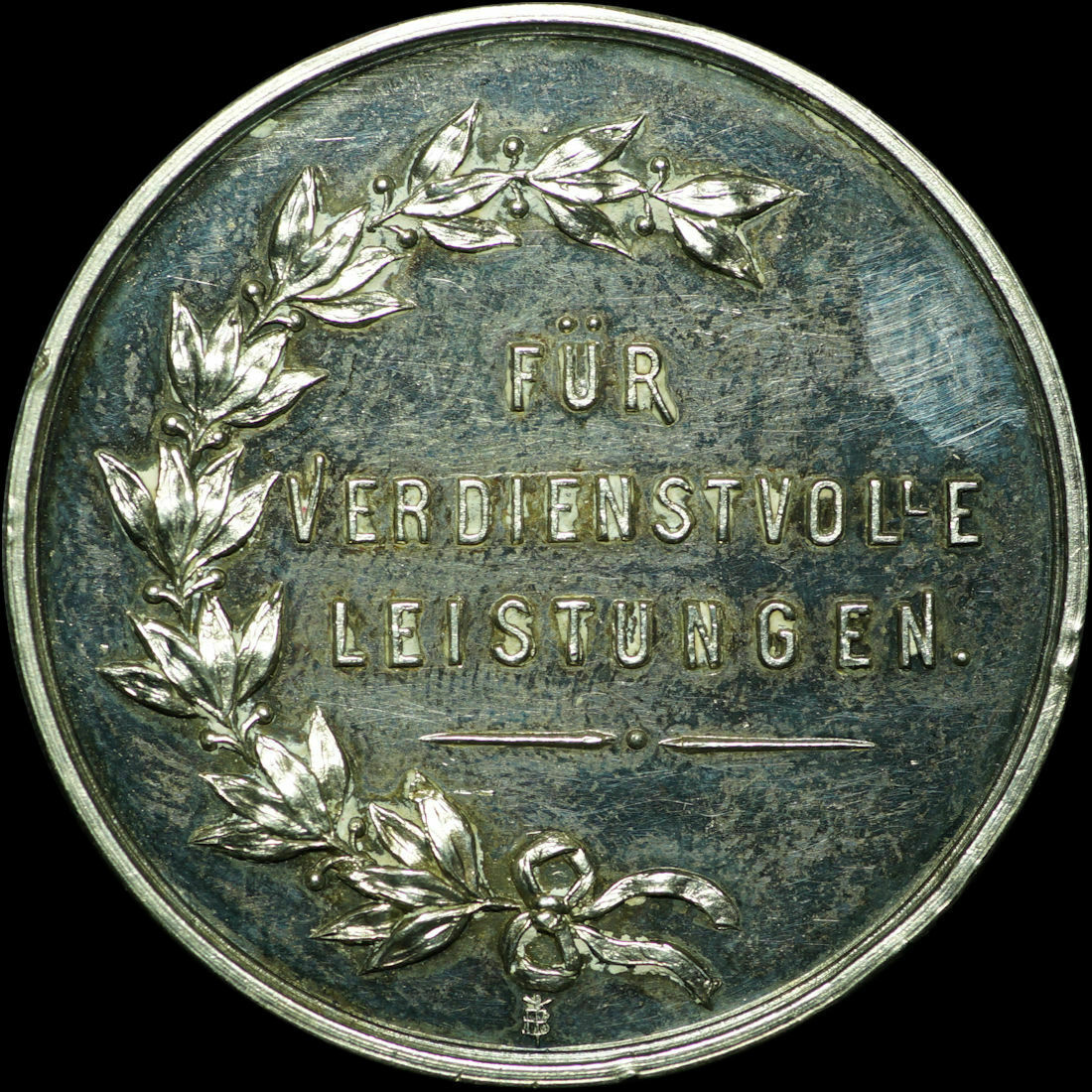
1902: Verdienstmedaille in Silber mit dem durch einen senkrechten Stab mittig durchlaufenen Firmen-Monogramm B mit einem Vogel darauf; Hinweis auf den Medailleur Carl Vogel

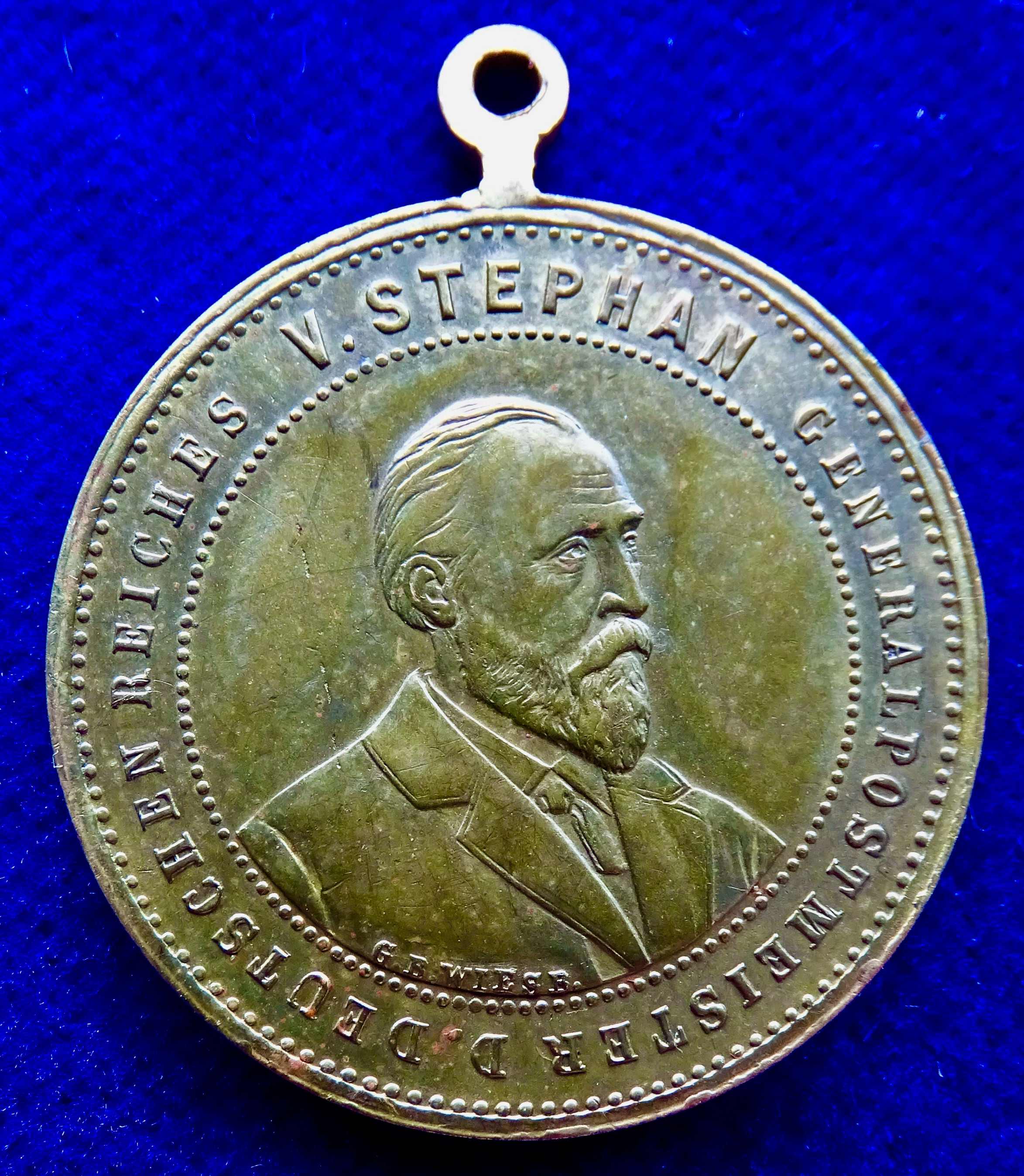
Heinrich von Stephan auf der Vorderseite einer tragbaren Medaille der Deutschen Reichspost aus der Zeit um 1890. Signatur: G.B.WIESB.

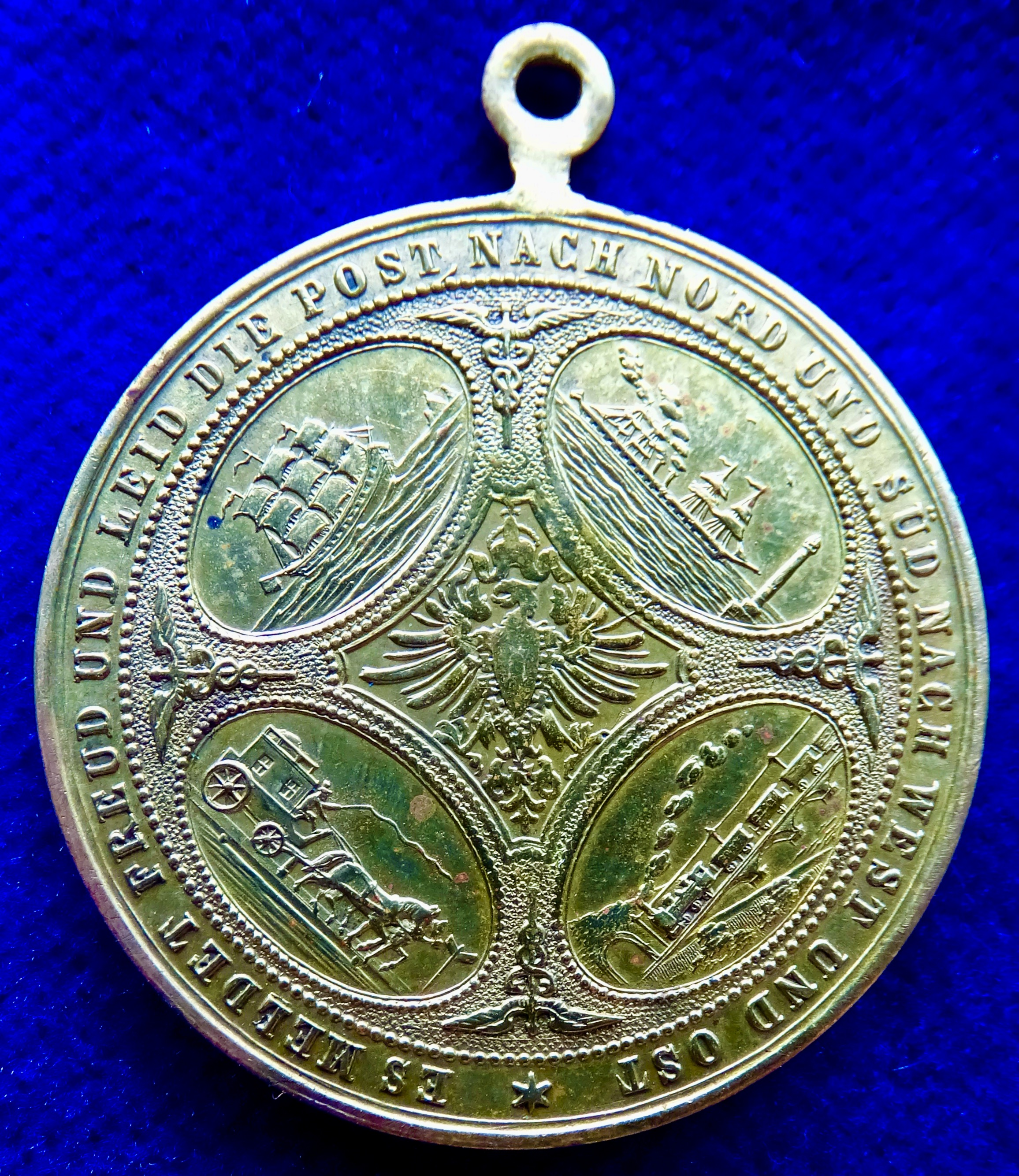
Die Rückseite dieser Medaille zeigt die unterschiedlichen Transportmittel jener Zeit

Ende des 19. Jahrhunderts übersiedelte der aus Lingelbach im Kreis Ziegenhain stammende Kaufmann Georg Beyenbach nach Wiesbaden, wo er anfangs seinen Wohnsitz in der Lehrstraße, später in der Röderstraße nahm.
Am 25. Juli 1888 gründete er im Wiesbadener Dambachtal die damals sogenannte „Beyenbach's Metallwaarenfabrik, Gravier- und Präge-Anstalt ...“ Schon nach wenigen Jahren verlegte er den Sitz seiner Firma in die Kellerstraße 17, um auf dem erworbenen Grundstück seine Fabrik vergrößern zu können.
Am 8. Februar 1902 eröffnete Rechtsanwalt Eck über das Vermögen von „Beyenbach's Metallwarenfabrik, Gravier- und Prägeanstalt“, Inhaber Georg Beyenbach ein Konkursverfahren.
Spätestens um 1905 war die Firma in eine GmbH umgewandelt worden und firmierte unter neuer Adresse in „Bleidenstadt bei Wiesbaden“ als „Wiesbadener Metallwarenfabrik. Gravier- und Münzanstalt, G.m.b.H.“
Nach kurzzeitigen Schwierigkeiten eröffnete Georg Beydenbach - nunmehr in der Wiesbadener Karlstraße - erneut eine mit einem auf den Export ausgerichtete Metallwarenfabrik, mit der er 1910 in die Goebenstraße 8 übersiedelte.
Das Monogramm der Firma wechselte zeitweilig
- von einem B wie beispielsweise auf der silbernen Medaille „zur Erinnerung an den XV. Deutschen Feuerwehrtag Charlotten-Burg Juli 1898“ mit dem Bildnis des Friedrich, Großherzog von Baden[4]
- oder einem von einem Stab hochkant mittig durchlaufenen B mit einem die Flügel ausbreitenden Vogel darauf, wie auf der silbernen Verdienstmedaille während der (preußischen) Provinzial Gartenbau-Ausstellung 1902 in Hannover,[5] die auf den umseitig benannten C. Vogel, den Medailleur Carl Vogel verweist.[6]

Die Numismatische Gesellschaft zu Berlin vermerkte in ihren Kurzbiographien der Künstler-Medailleure und der privaten Prägeanstalten unter dem Stichwort Beyenbach, W.: „Prägeanstalt in Wiesbaden, gegründet und geleitet (bis 1907) von W. Beyenbach“.
Zum Beyenbacher Angebot zählten unter anderem „Fest-, Jubiläums- und Ausstellungs-Medaillen in Relief- und Münzprägung“ auch Jetons, Bier-, Bade-, Konsum- und Schlüsselmarken, daneben Zink-Ornamente sowie Fass-Spundbleche und andere metallene Artikel mit Gravuren und Prägedrucken.
Beyenbach wurde schließlich übernommen von Ferdinand Hoffstätter's Gravier- und Präge-Anstalt, Abzeichen und Medaillen-Münze, Bonn am Rhein (vorm. Wiesbadener Metallwarenfabrik, Bleidenstadt). Das Nachfolge-Unternehmen offerierte von dort aus neben Stempeln dann „Schützenorden, Fahnennägel, Vereinsabzeichen mit und ohne Email, Medaillen, Ketten und Kränze, echt und unecht“.
1912 war die in Bleidenstadt ansässige „Wiesbadener Metallwarenfabrik, Gravier- und Münzanstalt GmbH“ erloschen.

## Weitere bekannte Werke (Auswahl)
- 1888: Jeton auf den 58sten Geburtstag des Kaisers von Österreich, Franz Joseph I.[11]
- 1888/1889: Erinnerungsmedaille Franz Xaver Gabelsberger (mit angeprägter Öse); Silber, Durchmesser 26 mm, Gewicht 6,9 Gramm[12]
- 1895: Medaille zur Einweihung des Viktoriastifts in Dahme/Mark[13]
- 1897: Medaille auf den Tod von Erzherzog Wilhelm Karl von Österreich[11]
- 1898: Medaille zum 50-jährigen Thronjubiläum des österreichischen Kaisers Franz Joseph I.[11]
- 1899: Die Medaille auf Goethe,[11] geschaffen von der „Wiesbadener Metallwarenfabrik, vormals Beyenbach“, wurde 1982 als Teil des Münzkabinetts in einer Ausstellung des Historischen Museums Frankfurt am Main gezeigt.[14] Ein weiteres Exemplar findet sich im Katalog des Kulturerbes von Italien.[15]
- 1899–1901: Beyenbach prägte mehrere Medaillen während des Zweiten Burenkrieges auf den Präsidenten von Südafrika, Paul Kruger.[11]
- Ludwig van Beethoven[11]